# 시바지
시바지 보살레(마라티어: शिवाजी भोसले), 또는 시바지(마라티어: शिवाजी)는 마라타 제국의 창건자이자 마라타 제국의 초대 차트라파티이다. 1674년 라이가드를 수도로 삼아 마라타 제국을 건국하였으며 이후 무굴 제국의 데칸 영토를 점령하면서 마라타 제국의 기틀을 다졌다.